# Hemeroplanes
Hemeroplanes Hübner, 1819 è un genere di lepidotteri appartenente alla famiglia Sphingidae, diffuso in America Centrale e Meridionale.

## Descrizione

### Adulto
La colorazione di fondo della pagina superiore delle ali, sia anteriori sia posteriori, varia dal rosso-brunastro al grigio scuro, con grandi differenze nella forma e nella campitura delle geometrie.

Sull'ala anteriore è ben visibile una macchia argentata sita in posizione discale, più allungata in H. longistriga. Il termen è decisamente dentellato, con un lobo più pronunciato in corrispondenza della metà della lunghezza.

L'ala posteriore è arrotondata e rossastra, con la zona terminale più chiara.

Il capo è provvisto di cresta mediana ed occhi seminascosti.

Le antenne sono lunghe, sottili, non clavate e leggermente uncinate alle estremità, con una lunghezza pari a circa la metà della costa.

Il torace è da fulvo a castano scuro, particolarmente sui fianchi, ma più pallido ventralmente.

L'addome è marrone scuro, ma i segmenti mostrano dorsalmente anelli da gialli ad arancioni, a seconda della specie.

L'apertura alare va da 34 a 95 mm.

### Larva
Il bruco può essere verde o grigiastro, con il capo piccolo e schiacciato, ed i segmenti toracici allargati; l'addome appare invece più stretto e dorsalmente piatto; non è presente il cornetto caudale sull'ottavo urotergite. La forma della larva, unitamente alla colorazione aposematica, ricorda molto quella di alcuni ofidi viperidi appartenenti al genere Bothrops Wagler, 1824, presenti su areali sovrapponibili con quello di questo taxon; infatti se il bruco viene disturbato, incassa il capo nei primi segmenti toracici, che si rigonfiano, e si solleva sulle ultime pseudozampe, così da sembrare una vipera in procinto di attaccare; in tal modo riesce spesso ad allontanare l'eventuale aggressore.

### Pupa
Le crisalidi appaiono nerastre, lucide e con un cremaster poco sviluppato; si rinvengono entro bozzoli sericei posti negli strati superficiali della lettiera del sottobosco. La fase pupale dura circa tre settimane.

## Distribuzione e habitat

L'ecozona neotropicale

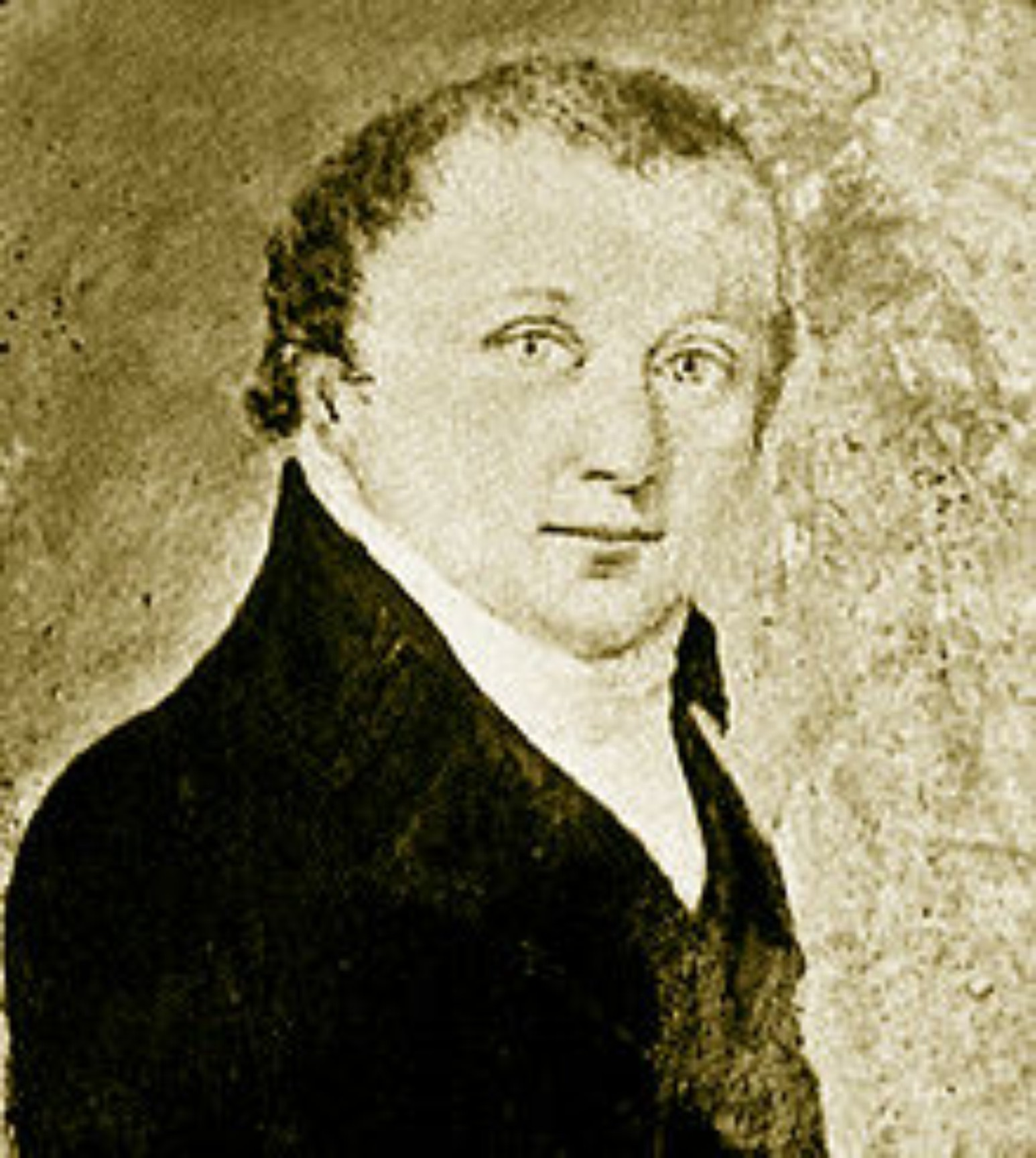
Ritratto dell'entomologo tedesco Jacob Hübner (1761 – 1826), che per primo descrisse il genere nel 1819

L'areale di questo taxon è incluso all'interno dell'ecozona neotropicale, comprendendo il Messico, il Belize, il Guatemala, la Costa Rica, la Colombia, il Venezuela, la Guyana, l'Ecuador, il Perù, il Brasile, la Bolivia e l'Argentina.
L'habitat è rappresentato da foreste tropicali e sub-tropicali, dal livello del mare fino a modeste altitudini.

## Biologia

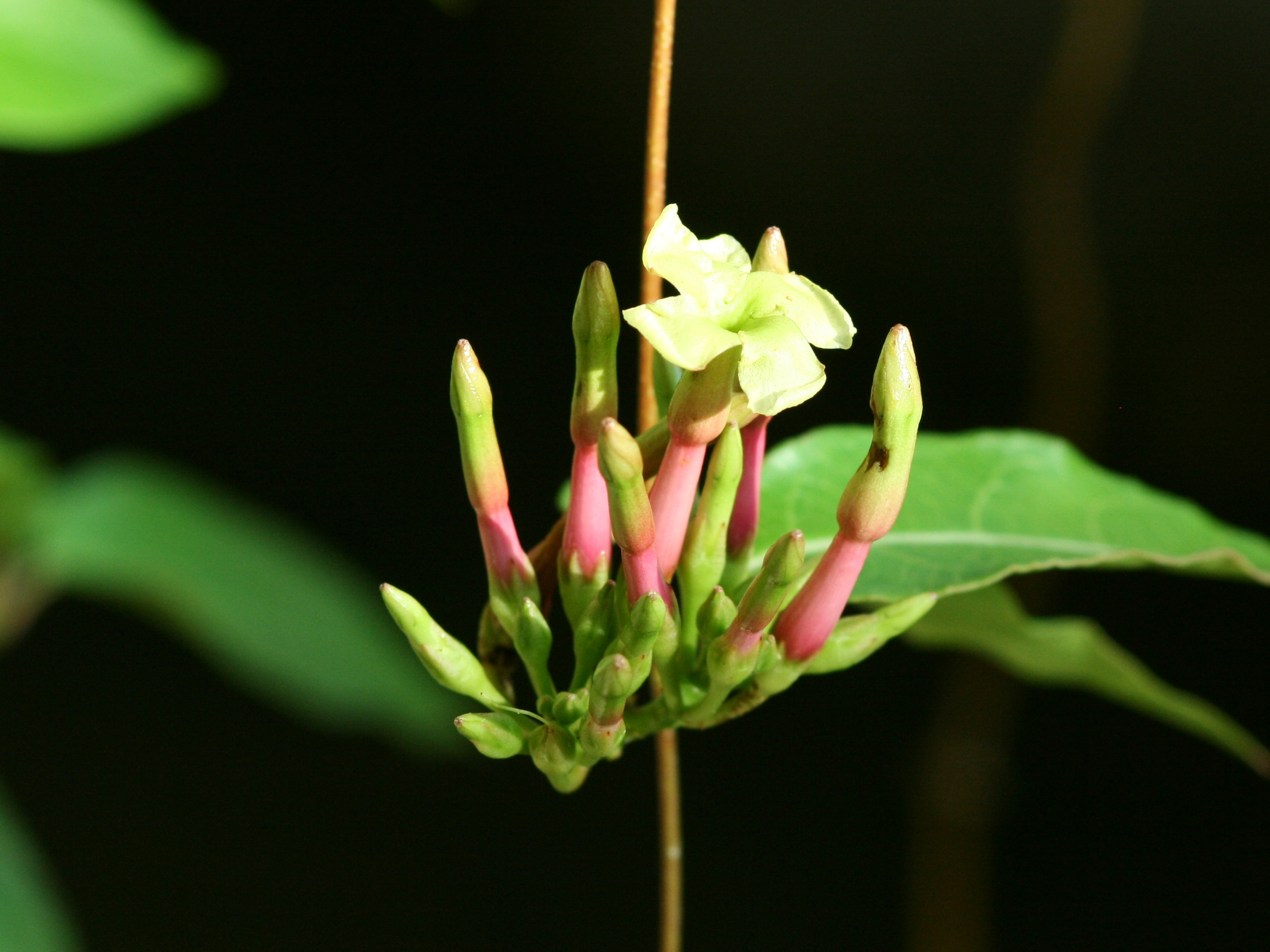
Infiorescenza di Mesechites trifida

Le specie appartenenti a questo genere hanno abitudini principalmente notturne. Durante l'accoppiamento, le femmine richiamano i maschi grazie ad un feromone rilasciato da una ghiandola, posta all'estremità addominale.

### Periodo di volo
Le specie sono almeno bivoltine, con una generazione tra gennaio (talvolta dicembre) e febbraio, ed un'altra tra giugno e luglio.

### Alimentazione
I bruchi si accrescono sulle foglie di membri delle Apocynaceae Juss., tra cui:
- Fischeria panamensis Spellman
- Mesechites trifida (Jacq.) Müll. Arg.

## Tassonomia

### Specie
Il genere comprende quattro specie:
- Hemeroplanes diffusa (Rothschild & Jordan, 1903) - Novit. zool. 9 (suppl.): 381 - Locus typicus: Colombia, Rio Dagua[7]
- Hemeroplanes longistriga (Rothschild & Jordan, 1903) - Novit. zool. 9 (suppl.): 382 - Locus typicus: Brasile[7]
- Hemeroplanes ornatus Rothschild, 1894 - Novit. Zool. 1 (1): 74 - Locus typicus:Venezuela "and other parts of South America"[8]
- Hemeroplanes triptolemus (Cramer, 1779) - Uitl. Kapellen 3 (17-21): 40, pl. 216, f. F - Locus typicus: Suriname (Specie tipo, Sphinx triptolemus Cramer, 1779)[9]

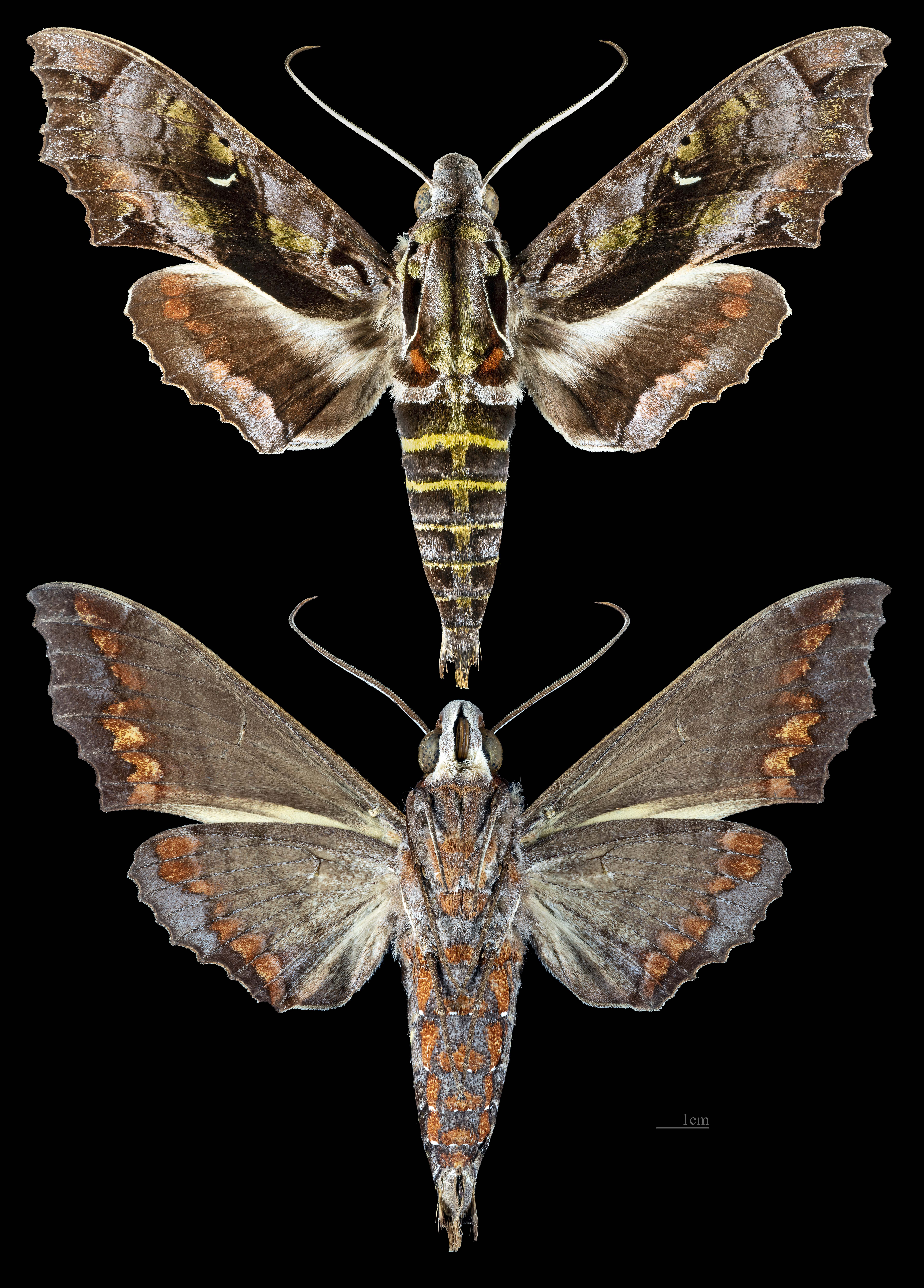
Hemeroplanes diffusa
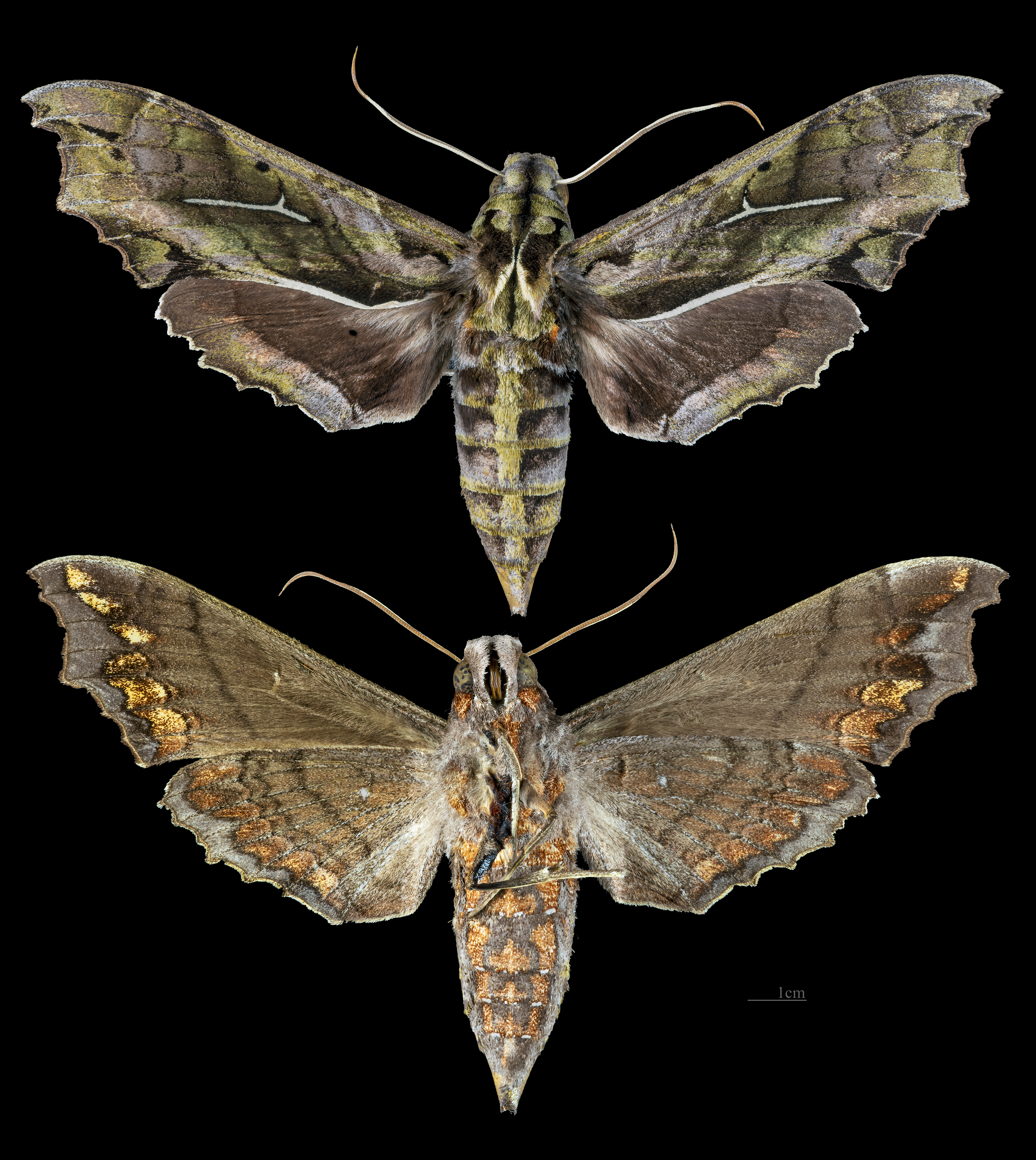
Hemeroplanes longistriga
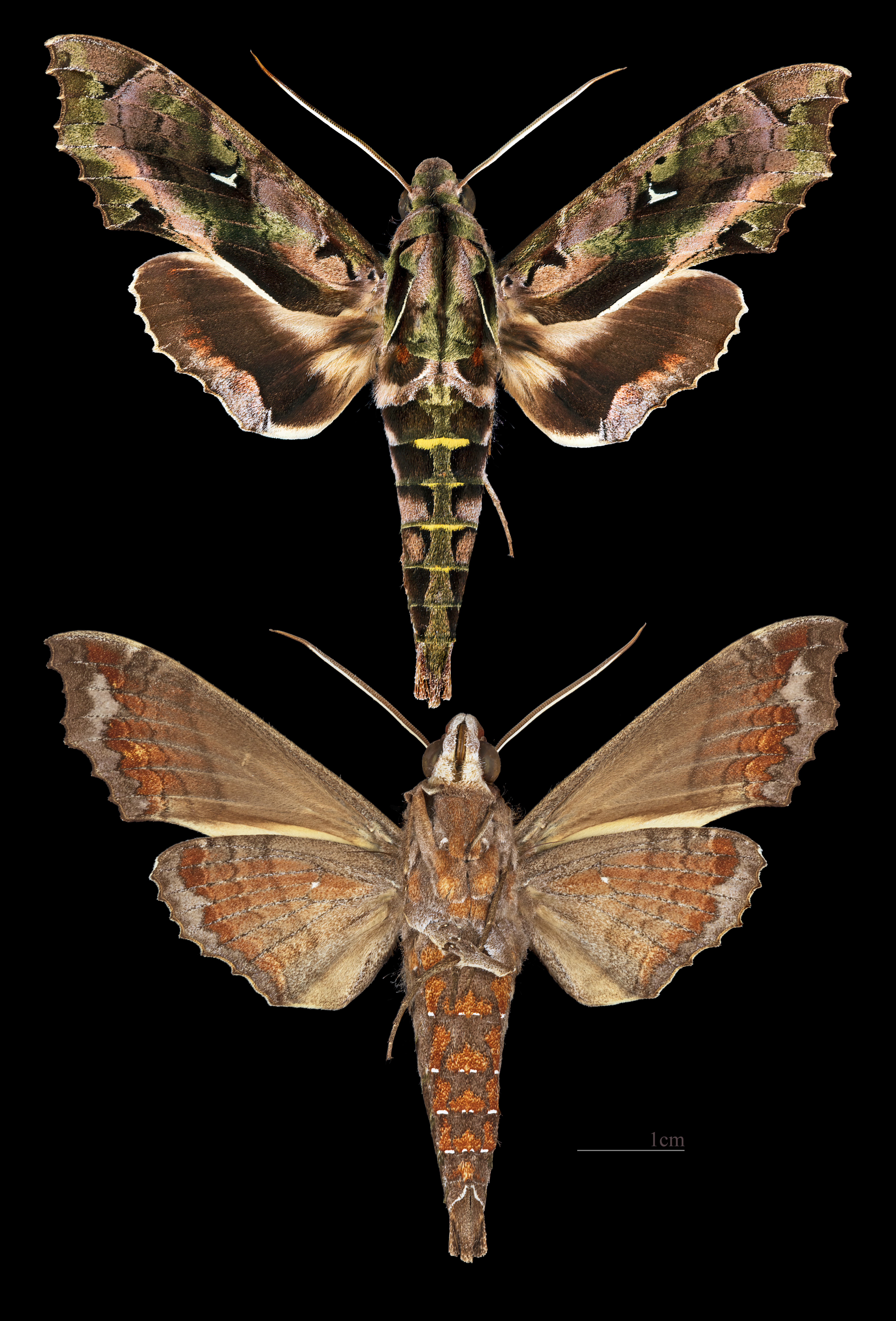
Hemeroplanes ornatus
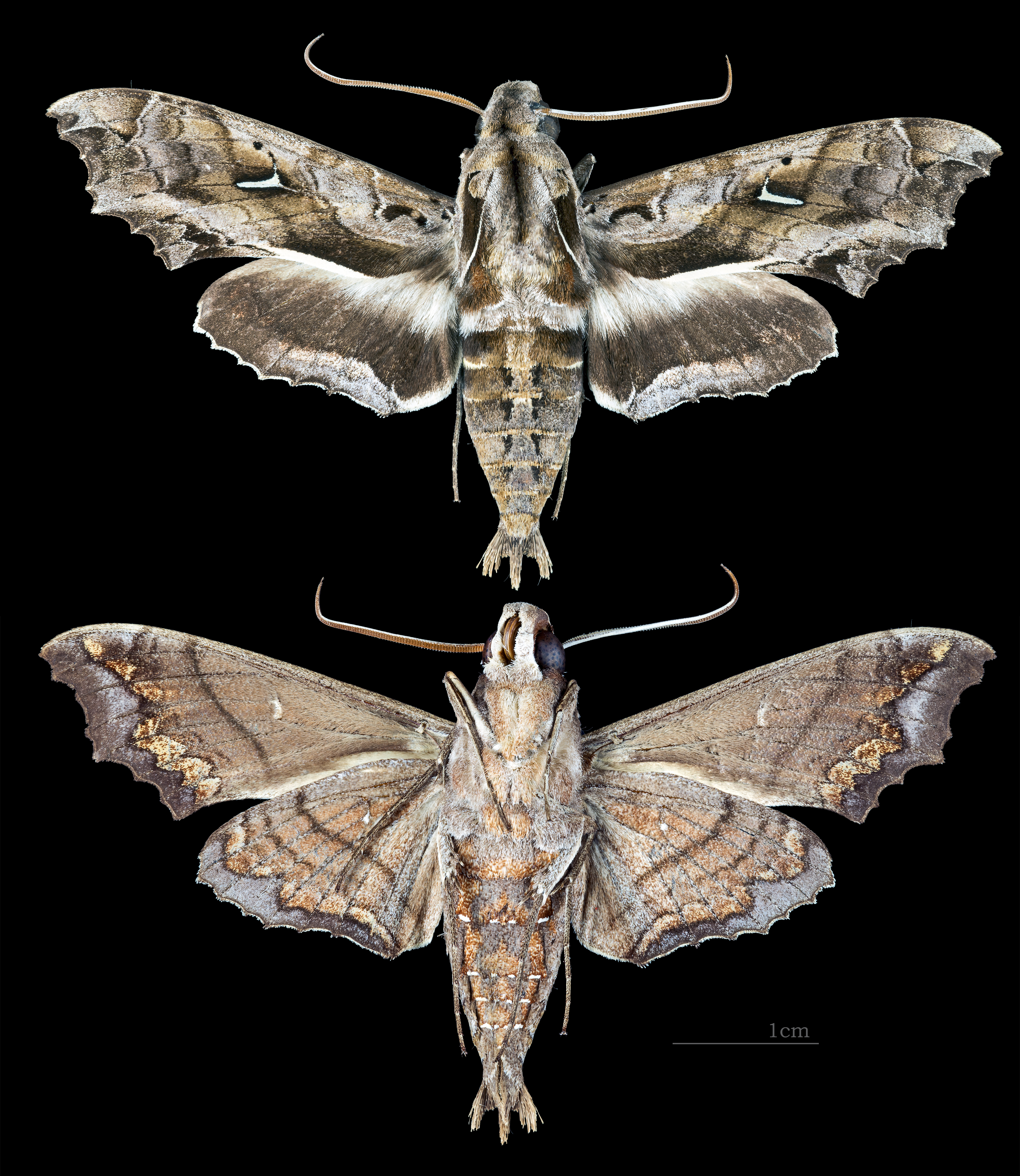
Hemeroplanes triptolemus

### Sinonimi
È stato riportato un solo sinonimo:
- Leucorhampha Rothschild & Jordan, 1903 - Novit. zool. 9 (suppl.): 380 - Specie tipo: Sphinx triptolemus Cramer, 1779 (sinonimo eterotipico)[7]